# Libro Aperto - Cima Tauffi
Libro Aperto - Cima Tauffi este o arie protejată (arie specială de conservare — SAC, sit de importanță comunitară — SCI) din Italia întinsă pe o suprafață de 360 ha, integral pe uscat.

## Localizare
Centrul sitului Libro Aperto - Cima Tauffi este situat la coordonatele 44°09′05″N 10°44′23″E / 44.151389°N 10.739722°E.

## Înființare
Situl Libro Aperto - Cima Tauffi a fost declarat sit de importanță comunitară în iunie 1995 pentru a proteja 5 specii de animale. Situl a fost protejat și ca arie specială de conservare în mai 2016.

## Biodiversitate
Situată în ecoregiunea continentală, aria protejată conține 9 habitate naturale: Izvoare petrifiante cu formare de travertin (Cratoneurion), Pajiști boreale și alpine pe substrat silicios, Pajiști alpine și boreale, Pante stâncoase silicioase cu vegetație casmofită, Păduri de fag Luzulo-Fagetum, Grohotișuri termofile și vest-mediteraneene, Pajiști uscate europene, Roci stâncoase cu vegetație pionieră de Sedo-Scleranthion sau Sedo albi-Veronicion dillenii, Grohotișuri calcaroase și de șisturi calcaroase de la nivelul montan până la nivelul alpin (Thlaspietea rotundifolii).
La baza desemnării sitului se află mai multe specii protejate de  păsări (5): acvilă de munte (Aquila chrysaetos), vânturel roșu (Falco tinnunculus), ciocârlie de pădure (Lullula arborea), mierlă de piatră (Monticola saxatilis), pietrar sur (Oenanthe oenanthe)
Pe lângă speciile protejate, pe teritoriul sitului au mai fost identificate 10 specii de plante, 1 specie de amfibieni, 3 specii de mamifere, 1 specie de nevertebrate, 1 specie de reptile.